# Arzignano Grifo Calcio a 5 2006-2007
Questa pagina raccoglie i dati riguardanti l'Arzignano Grifo Calcio a 5, squadra di calcio a 5 militante in serie A, nelle competizioni ufficiali del 2006-2007.

## Rosa[1]
| N° | Naz.                                   | Ruolo      | Sportivo          | Anno     |  |  |
| -- | -------------------------------------- | ---------- | ----------------- | -------- |  |  |
|    | Brasile (bandiera)                     | Portiere   | Eduardo Bragaglia | 25.01.85 |  |  |
|    | Argentina (bandiera)                   | Portiere   | Javier Guisande   | 25.12.75 |  |  |
|    | Brasile (bandiera)                     | Difensore  | Márcio Brancher   | 21.05.67 |  |  |
|    | Brasile (bandiera)                     | Difensore  | Danilo            | 29.12.71 |  |  |
|    | Paraguay (bandiera)                    | Laterale   | Marcos Benítez    | 12.02.85 |  |  |
|    | Italia (bandiera)                      | Laterale   | Stefano Bodano    | 19.05.80 |  |  |
|    | Italia (bandiera)                      | Laterale   | Andrea Bearzi     | 28.10.75 |  |  |
|    | Argentina (bandiera)                   | Laterale   | Fernando Wilhelm  | 05.04.82 |  |  |
|    | Brasile (bandiera) · Italia (bandiera) | Laterale   | André Fantecele   | 10.02.88 |  |  |
|    | Argentina (bandiera)                   | Laterale   | Leandro Cuzzolino | 21.05.87 |  |  |
|    | Colombia (bandiera)                    | Universale | John Pinilla      | 10.04.80 |  |  |
|    | Brasile (bandiera) · Italia (bandiera) | Pivot      | Edgar Schurtz     | 11.02.79 |  |  |
|    | Italia (bandiera)                      | Pivot      | Fabrizio Amoroso  | 20.11.80 |  |  |
|    | Argentina (bandiera)                   | Pivot      | Lucas Maina       | 26.08.85 |  |  |
|    | Argentina (bandiera)                   | Pivot      | Hernán Caruso     | 24.04.75 |  |  |
|    | Argentina (bandiera)                   | Allenatore | Fabián López      | 12.04.62 |  |  |